# Монтклер (град, Калифорния)
Монтклер (на английски: Montclair) е град в окръг Сан Бернардино, щата Калифорния, САЩ. Монтклер е с население от 33049 жители (2000) и обща площ от 13,2 km². Намира се на 326,14 m надморска височина. ЗИП кодовете му са 91763, а телефонният му код е 909.